# Záluží u Roudnice nad Labem
Záluží (deutsch Salusch) ist eine Gemeinde in Tschechien. Sie liegt sieben Kilometer nordöstlich von Roudnice nad Labem im Elbtal und gehört zum Okres Litoměřice.

## Geographie
Das Dorf befindet sich linkselbisch in der Elbschleife flussaufwärts von Roudnice nad Labem. Südlich des Dorfes verläuft die Eisenbahnstrecke zwischen Roudnice nad Labem und Mělník, an der Záluží einen Bahnhalt besitzt. Jenseits der Bahntrasse liegt der Ruderkanal Račice.
Nachbarorte sind Mastířovice und Kochovice im Norden, Velešice im Nordosten, Račice im Osten, Hněvice und Benzínov im Südosten, Předonín im Süden, Dobříň und Kozlovice im Südwesten sowie Brzánky im Westen.

## Geschichte
Erstmals erwähnt wurden Záluží und Kozlovice im Jahre 1295, als Wenzel II. die Dörfer dem Prager Bischof Tobias von Bechin überließ. 1577 erwarb Wilhelm von Rosenberg das Dorf, später war es im Besitz der Familie Lobkowicz.

## Ortsgliederung
Die Gemeinde Záluží besteht aus den Ortsteilen Kozlovice (Koslowitz) und Záluží (Salusch).